# Euploea gerningii
Euploea gerningii är en fjärilsart som beskrevs av Moore 1883. Euploea gerningii ingår i släktet Euploea och familjen praktfjärilar. Inga underarter finns listade i Catalogue of Life.